# Eulichadidae
Eulichadidae — семейство насекомых из отряда жесткокрылых, включающее 2 рода и около 35 видов. Личинки водные, взрослые жуки живут на околоводной растительности. В ископаемом состоянии встречаются с юрского периода.
Синоним:
- Lichadidae Forbes, 1926

## Систематика
- Род: Eulichas Jacobson, 1913
  - Подрод: Eulichas Jacobson, 1913
    - Видовая группа: dudgeoni
    - Видовая группа: funebris

  - Подрод: Forficulichas Jäch, 1995
- Stenocolus LeConte, 1853
  - Вид: Stenocolus scutellaris